# جزيرة بونيلو
جزيرة بونيلو وهي جزيرة من جزر إندونيسيا، وتقع في إقليم غورونتالو، ضمن أرخبيل سولاوسي.